# Tignale

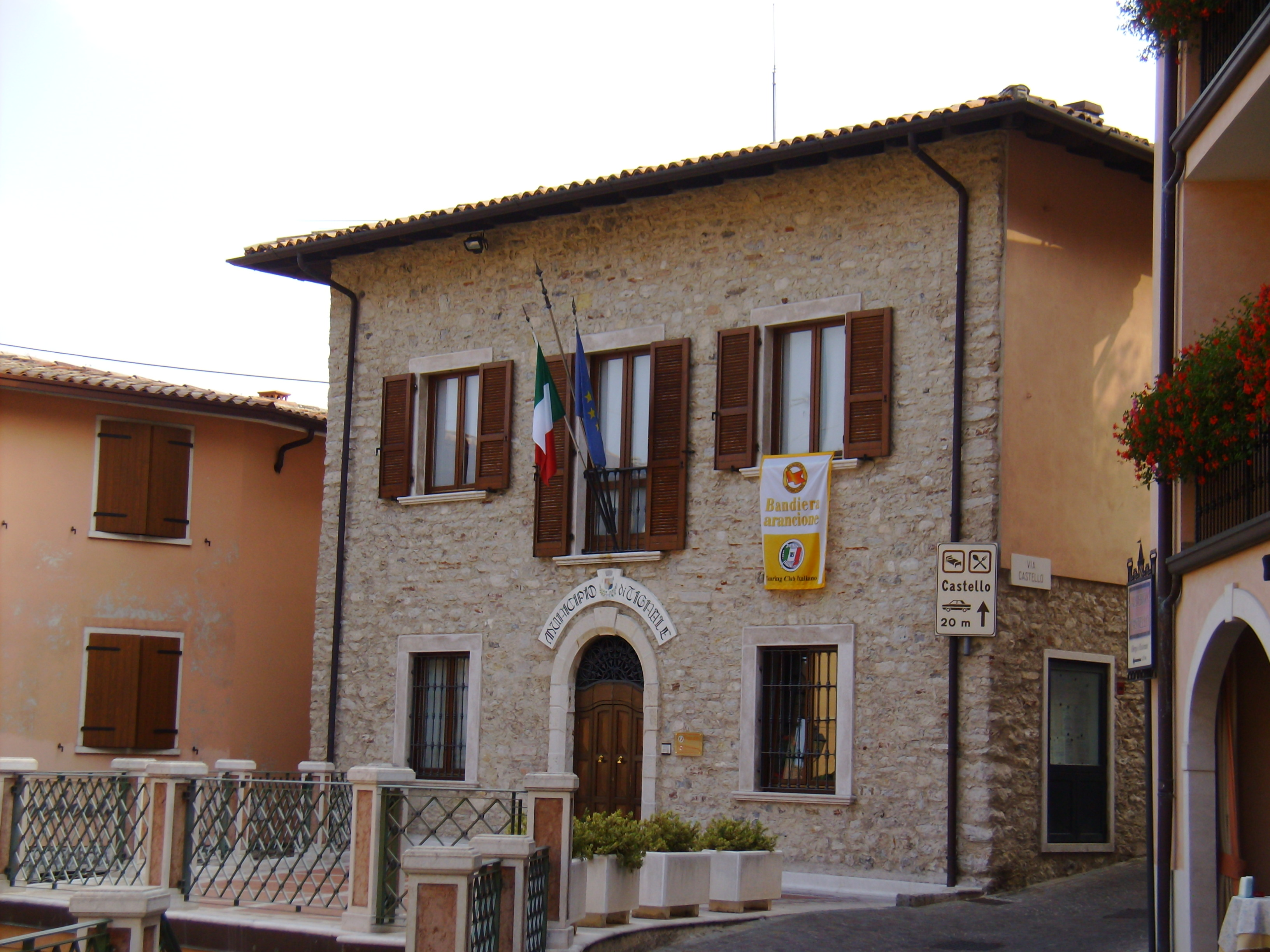
Gemeentehuis

Tignale is een gemeente in de Italiaanse provincie Brescia (regio Lombardije) en telt 1314 inwoners (31-12-2004). De oppervlakte bedraagt 48,5 km², de bevolkingsdichtheid is 26 inwoners per km².
De volgende frazioni maken deel uit van de gemeente: Gardola (sede comunale), Aer, Oldesio, Olzano Piovere, Prabione.

## Demografie
Tignale telt ongeveer 588 huishoudens. Het aantal inwoners steeg in de periode 1991-2001 met 3,8% volgens cijfers uit de tienjaarlijkse volkstellingen van ISTAT.
| Jaar | Inwoneraantal |
| ---- | ------------- |
| 1991 | 1224          |
| 2001 | 1271          |

## Geografie
De gemeente ligt op ongeveer 555 m boven zeeniveau.
Tignale grenst aan de volgende gemeenten: Gargnano ten zuiden van Tignale,Tremosine ten noorden, Valvestino ten westen. Brenzone (VR) en Malcesine (VR) liggen aan de overkant van het Gardameer.